# Helictotrichon adzharicum
Helictotrichon adzharicum là một loài thực vật có hoa trong họ Hòa thảo. Loài này được (Albov) Grossh. mô tả khoa học đầu tiên năm 1939.